# Polskie Wydawnictwo Muzyczne
Polskie Wydawnictwo Muzyczne (PWM) – polskie wydawnictwo muzyczne założone w 1945 w Krakowie, wydawca Encyklopedii muzycznej PWM (1979–2012); znacjonalizowane w 1946, sprywatyzowane w 2001, powtórnie znacjonalizowane w 2016.

## Historia
Polskie Wydawnictwo Muzyczne przez wiele lat było jedynym wydawnictwem muzycznym w Polsce, publikującym nuty oraz książki o muzyce. Pierwszym jego dyrektorem został Tadeusz Ochlewski. W 1954 redaktorem naczelnym, a w 1965 dyrektorem został Mieczysław Tomaszewski, który obie funkcje sprawował do 1988 roku. Obecnie redaktorem naczelnym wydawnictwa (od 1 stycznia 2013) i dyrektorem (od 5 stycznia 2017) jest Daniel Cichy.

## Działalność wydawnicza
Polskie Wydawnictwo Muzyczne wydaje materiały nutowe polskiej muzyki dawnej i współczesnej, książki, audiobooki, publikacje pedagogiczne. W roku 1979 ukazał się pierwszy, a w 2012 ostatni z dwunastu tomów Encyklopedii muzycznej pod redakcją Elżbiety Dziębowskiej.
W Warszawie mieści się Dział Zbiorów Nutowych Polskiego Wydawnictwa Muzycznego, która przechowuje i udostępnia orkiestrom i filharmoniom na całym świecie partytury i materiały wykonawcze.
W PWM wydawali swoje pierwsze partytury: Krzysztof Penderecki, Witold Lutosławski i Henryk Mikołaj Górecki. Swoje dzieła wydawali także: Grażyna Bacewicz, Tadeusz Baird, Bolesław Szabelski, Witold Szalonek, Józef Świder, Andrzej Krzanowski, Marek Stachowski, Kazimierz Serocki i Tomasz Sikorski. Kompozytorami współpracującymi z PWM są między innymi: Wojciech Kilar, Eugeniusz Knapik, Paweł Mykietyn, Zygmunt Krauze, Aleksander Lasoń, Marta Ptaszyńska, Agata Zubel, Aleksander Nowak, Mikołaj Górecki i Paweł Łukaszewski.
Nakładem wydawnictwa ukazały się i ukazują zbiory dzieł wszystkich kompozytorów polskich:
- Fryderyka Chopina w dwóch redakcjach (1946-61, red. Ignacego Jana Paderewskiego, Ludwika Bronarskiego i Józefa Turczyńskiego oraz 1967-[6][7], tzw. Wydanie Narodowe pod red. Jana Ekiera i Pawła Kamińskiego),
- Henryka Wieniawskiego (1996-[8]),
- Karola Szymanowskiego (ukończone w 2014 r.[9])
- Mieczysława Karłowicza (l. 80. – 2016 r.[10]).

## Inna działalność
Polskie Wydawnictwo Muzyczne działa na rzecz rozwoju i promocji polskiej muzyki współczesnej. Od 2003 organizuje Konkurs Kompozytorski im. Tadeusza Ochlewskiego adresowany do najmłodszego pokolenia kompozytorów. PWM organizuje także monograficzne wystawy poświęcone muzyce polskiej oraz inicjuje i współorganizuje wydarzenia muzyczne, festiwale i konkursy.
7 stycznia 2016 roku Polskie Wydawnictwo Muzyczne zostało przekształcone w państwową instytucję kultury, wpisaną do Rejestru Instytucji Kulturalnych prowadzonego przez Ministra Kultury i Dziedzictwa Narodowego.
W 2018 roku efektem tego stała się częściowa zmiana profilu oficyny, w tym wydawanie Kwartalnika Literackiego NAPIS, a także książek literackich w ramach „Biblioteki Kwartalnika Kulturalnego Napis”.

## Polska Biblioteka Muzyczna
Polska Biblioteka Muzyczna jest to portal udostępniający zdigitalizowane materiały nutowe oraz ikonograficzne będące w posiadaniu Polskiego Wydawnictwa Muzycznego, a także wybrane hasła Encyklopedii Muzycznej PWM. Adres portalu: https://polskabibliotekamuzyczna.pl/.
W zbiorach Polskiego Wydawnictwa Muzycznego udostępnionych online znajdują się materiały nutowe utworów solowych, kameralnych i orkiestrowych, dzieła reprezentujące różne epoki i gatunki. Wśród kompozytorów najliczniej reprezentowani są: Grażyna Bacewicz, Tadeusz Baird, Fryderyk Chopin, Wojciech Kilar, Janina Garścia, Marta Ptaszyńska, Witold Szalonek czy Romuald Twardowski
Zbiory ikonograficzne obejmują fotografie i grafiki prezentujące m.in. codzienne życie kompozytorów takich, jak: Ignacy Jan Paderewski, Fryderyk Chopin, Stanisław Moniuszko, Karol Szymanowski, Johann Sebastian Bach, Ludwig van Beethoven, Claude Debussy, Georg Friedrich Händel, Wolfgang Amadeus Mozart oraz ich krewnych i bliskich. Wśród zasobów znajdują się także ikonografie przedstawiające sceny z życia codziennego, panoramy miast, fotografie zabytków, budynków teatrów i oper, pałaców i zamków. Wśród udostępnionych zbiorów są również reprodukcje korespondencji, rękopisów muzycznych, afisze i programy koncertowe oraz wycinki prasowe odnoszące się do życia kulturalnego wspomnianego okresu.
Na portalu zostało zamieszczonych prawie 20 000 obiektów cyfrowych.
Polska Biblioteka Muzyczna powstała w ramach projektu „Digitalizacja zasobów będących w posiadaniu Polskiego Wydawnictwa Muzycznego”, współfinansowanego ze środków Europejskiego Funduszu Rozwoju Regionalnego w ramach Programu Operacyjnego Polska Cyfrowa 2014–2020 oraz Ministra Kultury i Dziedzictwa Narodowego.